# The Steranko History of Comics
The Steranko History of Comics («La historia de las historietas de Steranko» en español) es una historia de varios volúmenes de historietas estadounidenses escrita por dibujante e historiador de historietas Jim Steranko. Originalmente planeada como una serie de seis volúmenes, solo se produjeron dos volúmenes, que fueron publicados respectivamente en 1970 y 1972 por el sello editorial Supergraphics de Steranko. Combinando elementos de la historia del arte, la historia oral y la anécdota personal, la serie se basa en interacciones de primera mano con múltiples figuras influyentes en los primeros cómics, en particular, Jerry Siegel, Joe Shuster, Bob Kane, Bill Finger, Will Eisner y Jack Kirby. The Steranko History of Comics se ha descrito como la primera pieza de análisis cultural de los cómics estadounidenses y recibió el premio Shazam de la Academia de las Artes de la Historieta por logros sobresalientes de un individuo en 1970.

## Contenido

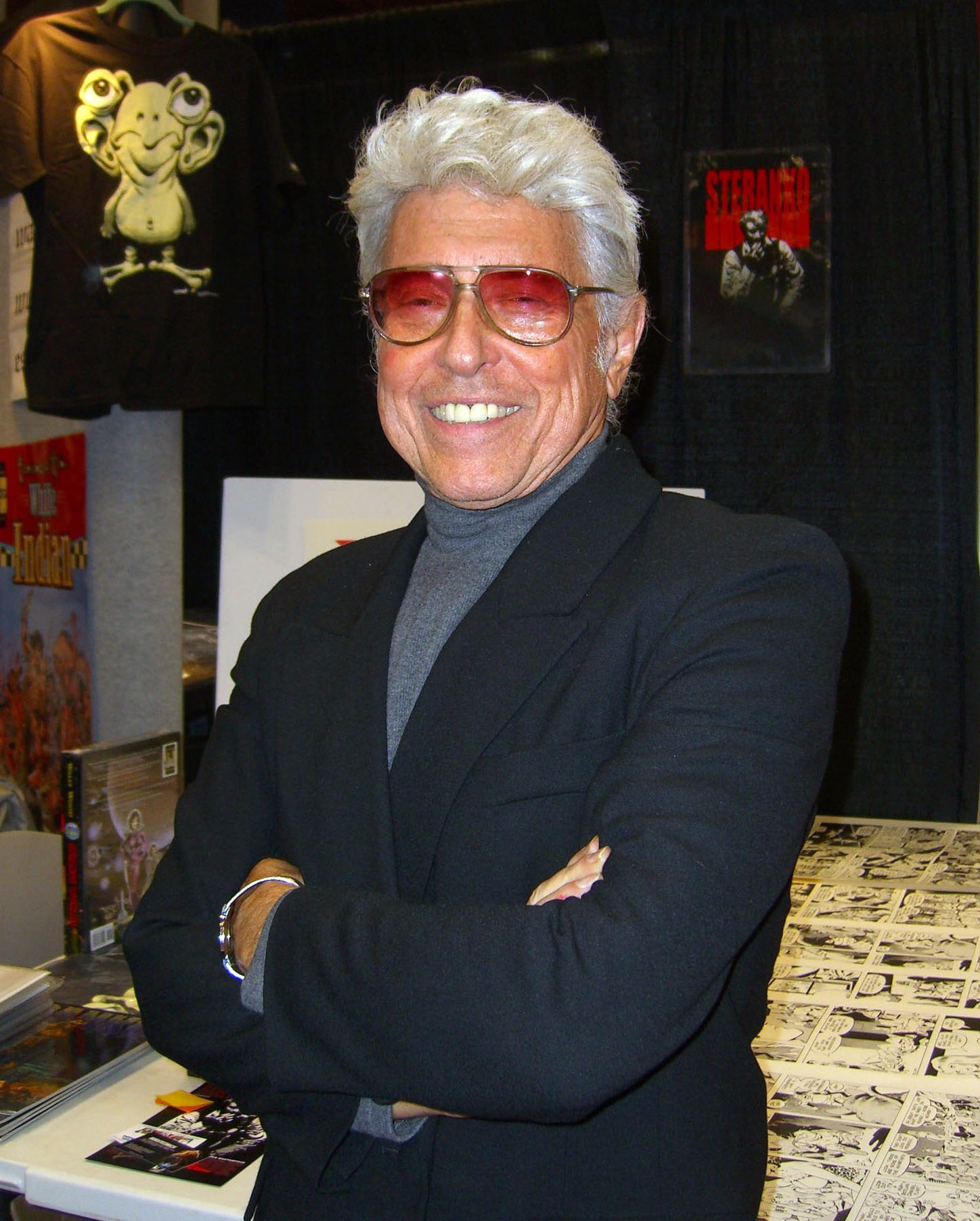
El autor Jim Steranko en 2012.

The Steranko History of Comics es un ensayo extenso sobre la historia de los cómics estadounidenses escrito por Jim Steranko. Steranko ya era un artista de cómics establecido cuando escribió The Steranko History of Comics y pudo obtener acceso directo a múltiples figuras influyentes en la industria, incluidos Jerry Siegel, Joe Shuster, Bob Kane, Bill Finger, Will Eisner y Jack Kirby. Steranko combina elementos de la historia del arte y la historia oral, así como sus propias anécdotas y análisis. The Steranko History of Comics está ilustrada con reproducciones de portadas de cómics, arte de cómics archivados e inéditos, y arte original producido específicamente para la serie, en particular, un cómic original de The Spirit.
El primer volumen detalla la historia de las historietas de prensa; cómics de revistas pulp anteriores a los superhéroes, como La Sombra y Doc Savage; Superman y sus creadores Siegel y Shuster; Capitán América y las publicaciones del precursor de Marvel Comics, Timely Comics; y los personajes del precursor de DC Comics All-American Comics, incluidos The Flash, Linterna Verde y Mujer Maravilla. El segundo volumen detalla la historia de Capitán Marvel y las publicaciones de Fawcett Comics; historietas bélicas; Hombre Plástico y las publicaciones de Quality Comics; y The Spirit y las publicaciones de Feature Comics. El prefacio de la serie está escrito por el cineasta italiano Federico Fellini.

## Publicación y lanzamiento
The Steranko History of Comics fue uno de varios trabajos publicados desde mediados de la década de 1960 hasta principios de la de 1970 sobre la historia de los cómics, la ciencia ficción, la ficción pulp y otros medios adyacentes que se produjeron en reconocimiento de la historia en gran parte no codificada de esos medios; ejemplos notables incluyen Seekers of Tomorrow (1965) de Sam Moskowitz, Great Comic Book Heroes (1965) de Jules Feiffer y All In Color for a Dime (1970) de Richard A. Lupoff y Don Thompson.
Los volúmenes uno y dos de The Steranko History of Comics fueron publicados por Supergraphics, el propio sello editorial de Steranko, en 1970 y 1972, respectivamente. Aunque originalmente se planeó como una serie de seis volúmenes, solo se produjeron dos volúmenes. Ambos volúmenes se publicaron como revistas de estilo tabloide de gran tamaño con encuadernación cosida.

## Recepción e influencia
En los Premios Shazam de la Academia de las Artes de la Historieta de 1970, Steranko recibió el premio al Logro Sobresaliente de un Individuo por el primer volumen de The Steranko History of Comics.
El historiador de cómics Brad Ricca señala que, si bien The Steranko History of Comics se encuentra «frustrantemente sin citar [referencias]» y no se sometió a una revisión por pares, no obstante representa un hito en la historia de los cómics: fue «el primer análisis cultural completo» de los cómics estadounidenses, haciendo «conexiones interculturales reales entre los cómics y otros medios», en particular ficción pulp; además, fue el primer relato publicado de la historia de los cómics estadounidenses en examinar el medio en el contexto de los creadores de cómics en lugar de los personajes de cómics. Ricca señala además la importancia de The Steranko History of Comics como una serie comercializada y vendida específicamente a lectores de cómics, comunicando a esta audiencia «que era importante conocer su historia».